# Redevance activités nordiques
Lire en ligne

Lire sur Légifrance

La redevance d'accès aux sites nordiques aménagés pour les loisirs de neige non motorisés, généralement appelée redevance activités nordiques ou taxe sur le ski de fond, est une taxe prélevée par des collectivités territoriales françaises qui a pour objet le financement des sports nordiques.

## Caractéristiques
En France, le produit de la redevance est de l'ordre de 10 millions d'euros par saison, plus faibles lors d'hivers peu enneigés (5,1 millions d'euros en 2006-07). Ce produit est affecté :
- à l'entretien et l'extension des pistes ;
- aux opérations tendant à assurer le développement et la promotion du ski de fond et des loisirs de neige non motorisés pratiqués sur le site nordique.

Les communes peuvent collecter directement cette redevance ou laisser les associations départementales, interdépartementales ou régionales percevoir la redevance pour le compte des communes.
L'accès à l'espace naturel non aménagé demeure gratuit (accès libre au domaine public).

## Historique
En octobre 1981, une vignette facultative est proposée aux skieurs par l'Union Régionale pour l'Entretien des Pistes de Ski de fond (UREPS).
Les articles 81 à 84 de la loi montagne de 1985 ont permis la mise en place d'une redevance pour l'accès aux pistes de ski de fond balisées et régulièrement damées ainsi qu'aux installations collectives destinées à favoriser la pratique du ski de fond.
Ces articles ont été abrogés et c'est la loi no 2006-437 du 14 avril 2006 du Code général des collectivités territoriales qui a reprécisé cette redevance et l'a étendue aux autres loisirs de neige non motorisés, autres que le ski alpin (raquettes, chiens de traîneaux, piétons, etc.)